# Danilo Gallinari
Danilo Gallinari (ur. 8 sierpnia 1988 w Sant’Angelo Lodigiano) – włoski, koszykarz występujący na pozycjach niskiego i silnego skrzydłowego, obecnie zawodnik Milwaukee Bucks.

## Kariera reprezentacyjna
Gallinari grał w 2004 w reprezentacji Włoch do lat 16 w mistrzostwach Europy. Rok później zajął 3. miejsce razem z reprezentacją Włoch do lat 18 w mistrzostwach Europy. W 2007 został powołany do seniorskiej reprezentacji Włoch na mistrzostwa Europy, jednak ostatecznie, z powodu kontuzji, nie zagrał w mistrzostwach.

## Kariera w NBA
Jego kontrakt z Olimpia Milano zawierał klauzulę dotyczącą możliwości profesjonalnej gry w USA, dzięki czemu Danilo 23 kwietnia 2008 zadeklarował chęć przystąpienia do draftu NBA, a gdy wybrany został z szóstym numerem przez New York Knicks mógł podpisać z nimi dwuletni kontrakt.
Sezon zasadniczy rozpoczął od epizodów w dwóch pierwszych meczach, po czym pauzował ponad 3 miesiące z powodu problemów z plecami. Powrócił 17 stycznia w przegranym meczu z Philadelphia 76ers. Najwięcej punktów w sezonie (17) zdobył 4 marca w meczu z Atlanta Hawks, trafił wtedy 4 z 5 rzutów za 3.
Gallinari udanie rozpoczął sezon 2009/2010. Już w trzecim występie ustanowił życiowy rekord zdobywając 30 punktów w przegranym po dogrywce meczu z Philadelphia 76ers, trafił wówczas 8 rzutów za 3 punkty, jeden mniej, niż wynosi rekord New York Knicks należący do Latrella Sprewella i Johna Starksa.
7 lipca 2017 trafił w wyniku wymiany do Los Angeles Clippers. 10 lipca 2019 został wymieniony do Oklahoma City Thunder.
24 listopada 2020 został wytransferowany do Atlanty Hawks. 12 lipca 2022 zawarł umowę z Boston Celtics. 22 czerwca 2023 trafił w wyniku wymiany do Washington Wizards.
14 stycznia 2024 dołączył do Detroit Pistons w efekcie transferu. Po zwolnieniu (9.02.2024) z Detroit Pistons, 16.02.2024 podpisał umowę z Milwaukee Bucks.

## Osiągnięcia
Stan na 21 stycznia 2024, na podstawie, o ile nie zaznaczono inaczej.
Drużynowe
- Zwycięzca NBA Africa Game 2018[11]
- Uczestnik rozgrywek Euroligi (2005/06, 2007/08, 2011/12)

Indywidualne
- MVP:
  - ligi włoskiej (2008)
  - spotkania 2018 NBA Africa Game[11]
- Wschodząca Gwiazda Euroligi (2008)
- Najlepszy zawodnik ligi włoskiej U–22 (2007, 2008)
- Zwycięzca konkursu rzutów za 3 punkty ligi włoskiej (2007)
- Uczestnik:
  - NBA Rising Stars Challenge (2010)
  - konkursu rzutów za 3 punkty NBA (2010)
  - meczu gwiazd ligi włoskiej (2007)

Reprezentacja
- Brązowy medalista:
  - mistrzostw Europy U–20 (2007)
  - mistrzostw Europy U–18 (2005)
- Uczestnik:
  - mistrzostw Europy (2011 – 17. miejsce, 2015 – 6. miejsce)
  - mistrzostw Europy U–16 (2004 – 6. miejsce)
- Lider strzelców Eurobasketu U-16 (2004)